# 류경민
류경민(柳京玟, 1973년 6월 1일, 경상남도 울산시 ~ )은 대한민국의 제5대 울산광역시의원이었다.

## 학력
- 1989.03 ~ 1992.02 울산여자고등학교 졸업
- 1992.03 ~ 1997.02 울산대학교 중어중문학과 학사 졸업

## 경력
- 제17대 국회의원 이영순 보좌관
- 민주노동당 울산시당 여성위원회 위원장
- 울산여성실업대책위원회 사무국장
- 울산여성회 노동사업위원장
- 울산여성회 고용평등센터 소장
- 노동부 성희롱 예방교육 강사
- 신천초등학교 운영위원장
- 울산 자살예방네트워크 위원장
- 2010.07 ~ 2011.12 민주노동당 울산시당 부위원장
- 2010.07 ~ 2014.06 제5대 울산광역시의회 의원
- 2010.07 ~ 2011.12 제5대 울산광역시의회 전반기 환경복지위원회 부위원장
- 2010.07 ~ 2011.12 제5대 울산광역시의회 전반기 예산결산특별위원회 위원
- 2010.09 ~ 2011.03 제5대 울산광역시의회 울산외고 부실공사에 관한 행정사무조사특별위원회 위원
- 2011.12 ~ 2012.07 제5대 울산광역시의회 전반기 환경복지위원회 직무대행 위원장
- 2012.07 ~ 2014.06 제5대 울산광역시의회 후반기 환경복지위원회 부위원장
- 2012.07 ~ 2014.06 제5대 울산광역시의회 후반기 예산결산특별위원회 위원
- 2012.07 ~ 2014.12 통합진보당 울산시당 북구 지역위원회 위원장
- 2014.06 ~ 2014.10 통합진보당 울산시당 비상대책위원장

## 역대 선거 결과
| 실시년도 | 선거      | 대수 | 직책   | 선거구     | 정당       | 득표수    | 득표율          | 순위         | 당락 | 비고           |
| -------- | --------- | ---- | ------ | ---------- | ---------- | --------- | --------------- | ------------ | ---- | -------------- |
| 2010년   | 지방 선거 | 6대  | 시의원 | 울산광역시 | 민주노동당 | 157,333표 | \| \| 34.73% \| | 비례대표 1번 |      | 초선, 민선 5기 |
|          | 34.73%    |      |        |            |            |           |                 |              |      |                |